# 特溫湖鎮區 (愛荷華州漢考克縣)
特溫湖鎮區（英語：Twin Lake Township）是位於美國愛荷華州漢考克縣的一個行政鎮區。

## 地方資料
根據2010年美國人口普查的數據，特溫湖鎮區的面積為92.64平方千米，當中陸地面積為91.18平方千米，而水域面積為1.46平方千米。當地共有人口197人，而人口密度為每平方千米2.13人。